# Saruel
Saruel ou Sarouel é uma calça de origem norte africana, especialmente do Marrocos, que tem um gancho bem baixo. É quase uma "calça-fralda" iarley.
A calça saruel (ou sarouel) é uma derivação das calças johdpur e dhoti - modelos com amplo volume entre as pernas, muito utilizadas pelos povos da África e do Oriente Médio.
A calça saruel (ou sarouel) tem modelagem justa nas pernas, cavalo baixo e vem confeccionada em diversos tecidos - desde viscose até o jeans mais bruto e em várias versões como: calça, macacão e bermuda.
Apesar da modelagem ampla, com o gancho bem mais baixo, ela é ajustada na cintura.
Esse termo "saruel" é francês e tem origem árabe, lembrando que no idioma árabe calça comprida se pronuncia "siruwel".
Como a calça saruel é muito confortável, no início ela era usada para ir à academia ou como saída de praia. Mas agora a "saruel" virou moda e serve para ir a todos os lugares.